# Variace pro temnou strunu
Variace pro temnou strunu je román českého spisovatele Ladislava Fukse. Jde o jeho třetí vydanou prózu (po románu Pan Theodor Mundstock a povídkovém souboru Mí černovlasí bratři). Kniha vyšla roku 1966, ale první verzi napsal Fuks již v sedmnácti letech na gymnáziu. Někdy je označována za psychologický román.
Děj románu se odehrává v době gymnaziálních studií a během dospívání vypravěče Michala. Ten vypráví, povětšinou, ze své aktuální pozice dospívajícího. Na temnotu a chlad z titulu knihy naráží hlavní hrdina ve své rodině (zejména u přísného otce, policejního důstojníka), na gymnáziu (zejména despotický šikanující profesor zeměpisu) a nakonec i v dějinách (henleinovské útoky na republiku, Mnichov, německá okupace). Hlavní hrdina je citlivý introvert, který se s temnými rysy světa srovnává jen těžce. Únik nachází v „dialogu“ s umělými věcmi, jako je portrét babičky, plyšový medvídek a soška tanečnice. Jediný živý objekt, se kterým má hrdina podobný vztah jako s těmito věcmi, je upovídaná služka Růženka. Ta ho vtahuje do života a svádí k různým dobrodružstvím (výprava k jasnovidce či do zapovězené otcovy pracovny). Vnáší do děje také, díky své pověrečnosti, až určité pohádkové, legendistické a morytátové motivy. V závěru knihy do bytu hrdinovy rodiny vpadne gestapo a všechny věci, které Michal miloval, zničí. Tím symbolicky končí jeho dětství i „starý svět“ a také vítězí zmar, smrt, osamělost, úzkost a neprostupný mechanismus společenského zla, tedy to vše, co se hrdinova fantazie snažila podvracet, dokud to ještě trochu šlo.
K formálním znakům vyprávění patří refrénovitost (návrat určitých motivů) a „variační princip“ obsažený ostatně již v titulu knihy, který vede až k tomu, že některé kapitoly se od sebe liší jen v detailech. Typickým je také nejisté rozlišení mezi realitou, fantazií a snem, což je typický rys i jiných Fuksových próz, dávaných literární teorií kvůli tomu do souvislosti zvláště s německým expresionismem, Kafkou či magickým realismem. Některé prvky jsou vyloženě absurdní (například nikde nekončící a nikde nezačínající výrobní linka v továrně strýce Vojty). Sugestivním prvkem rovněž je, že dějinné záležitosti (v průběhu děje stále více temné) jsou jen na okraji hrdinova vyprávění, jinak zaplněného nicotnostmi dospívání a únikovými fantaziemi. Postavy nejsou vykresleny jemně psychologicky, naopak jsou zjednodušeny až do podoby karikatur – v čemž se odráží černobílé vnímání dětí a dospívajících. Literární kritika nalezla v románu též „obšírné popisy prostředí a příhod a minuciózní práci s detailem hraničící s artistní ornamentální manýrou.“ Tento rys zůstal Fuksově tvorbě vlastní i poté, co opustil magicko-realistický styl (viz například Vévodkyně a kuchařka). 